# Siegfried Fleissner
Siegfried Fleissner (* 16. Juni 1943 in Reichenberg; † 13. April 2013 in Minden) war ein deutscher Kommunalpolitiker der SPD. Von 1991 bis 1999 war er Bürgermeister der Stadt Minden (Westfalen).

## Leben und Beruf
Am Ende des Zweiten Weltkrieges kam Siegfried Fleissner als Flüchtling aus dem damaligen Reichenberg mit seinen Eltern zunächst nach Neesen und später nach Minden. Fleissner machte 1963 am Besselgymnasium in Minden das Abitur und studierte dann an der Westfälischen Wilhelms-Universität in Münster Lehramt für die Sekundarstufe II. 1969 bestand er sein 1. Staatsexamen und schloss das anschließende Referendariat im Jahr 1971am Lehrerseminar in Bielefeld erfolgreich ab. In Minden war er von 1971 bis 1975 zunächst als Lehrer am Caroline von Humboldt-Gymnasium tätig. 1975 wurde er Lehrer für Deutsch und Erdkunde am Weserkolleg und Abendgymnasium und 1981 schließlich Studiendirektor.
Siegfried Fleissner war verheiratet und hatte vier Kinder. Er war der Schwager der ehemaligen Bundesministerin für Bildung und Forschung Edelgard Bulmahn (SPD).

## Politik
Siegfried Fleissner war seit 1973 Mitglied der SPD und hat sich bei der Kommunalwahl im Jahr 1976 erstmals um ein Mandat im Mindener Rat beworben, scheiterte aber zunächst an seinem Gegenkandidaten. 1977 rückte Fleissner schließlich von der Reserveliste der SPD in den Rat nach und blieb bis zum 30. September 1999 dessen Mitglied. In der SPD-Ratsfraktion konnte er sich sehr schnell behaupten und stieg in führende Ämter auf. 1979 wurde er Vorsitzender des Schulausschusses und war auch als Mitglied des Planungs- und Umweltausschusses tätig.
Von 1984 bis zu seiner Wahl zum Bürgermeister im Jahr 1991 war er Vorsitzender der SPD-Ratsfraktion.
In die Zeit, in der er der Stadt als Bürgermeister vorstand, fällt der Abzug der britischen Rheinsarmee aus der Stadt und die zunehmende Verschuldung der Stadt Minden.

## Öffentliche Ämter
Nach dem Rücktritt von Bürgermeister Heinz Röthemeier (SPD) wurde Fleissner am 9. Oktober 1991, nach einer Kampfkandidatur innerhalb des SPD Stadtverbandes gegen den Stadtverordneten und späteren SPD-Fraktionsvorsitzenden Reinhard Kreil, von der Stadtverordnetenversammlung zum Bürgermeister der Stadt Minden gewählt. Die Amtszeit von Siegfried Fleissner war einerseits geprägt durch den Abzug der alliierten Truppen aus Minden und den sich daraus ergebenen Problemen hinsichtlich der Nutzung der Liegenschaften sowie durch die zunehmenden Finanzprobleme der kommunalen Haushalte. Er war Mitglied im Aufsichtsrat der Elektrizitätswerke Minden-Ravensberg und Vorsitzender des Aufsichtsrates der stadteigenen Mindener Versorgungs- und Verkehrsgesellschaft mbH. In seiner Funktion als Bürgermeister war er auch Vorsitzender der Verbandsversammlung der Sparkasse Minden-Lübbecke.
In seiner zweiten Amtsperiode ab 1994 sah sich Fleissner mit zwei sog. politischen Affären konfrontiert, die am 9. Oktober 1997 zu einem Abwahlantrag im Rat der Stadt Minden führten. Der Abwahlantrag scheiterte, da die SPD-Fraktion geschlossen gegen den Antrag stimmte und die notwendige Zweidrittelmehrheit nicht zustande kam.
Vor der Kommunalwahl 1999 musste sich Bürgermeister Siegfried Fleissner einer Mitgliederbefragung innerhalb des SPD Stadtverbandes Minden stellen, um als Kandidat der SPD in die erste Direktwahl eines Bürgermeisters in Minden gehen zu können. Seine Gegenkandidaten waren die Vorsitzende des SPD-Ortsvereins Stemmer Susanne Fabry, der damalige Stadtdirektor der Stadt Minden Heinrich Sieling (SPD) und der spätere Bürgermeister der Stadt Bückeburg Reiner Brombach (SPD). Fleissner konnte sich in der Abstimmung knapp gegen seine Gegenkandidaten durchsetzen.
Das Ergebnis der Kommunalwahl 1999 brachte eine schwere Niederlage für die Mindener SPD bei den Wahlen zur Stadtverordnetenversammlung und der direkten Bürgermeisterwahl. Siegfried Fleissner wurde in der Stichwahl mit 41,3 % gegenüber 58,7 % seines Mitbewerbers Reinhard Korte (CDU) nicht in das Amt des hauptamtlichen Bürgermeisters der Stadt Minden gewählt. Er schied daraufhin am 30. September 1999 aus allen politischen Ämtern aus.